# Pedro Machuca
Pedro Machuca (Toledo, 1485 – 1550) è stato un architetto e pittore spagnolo.

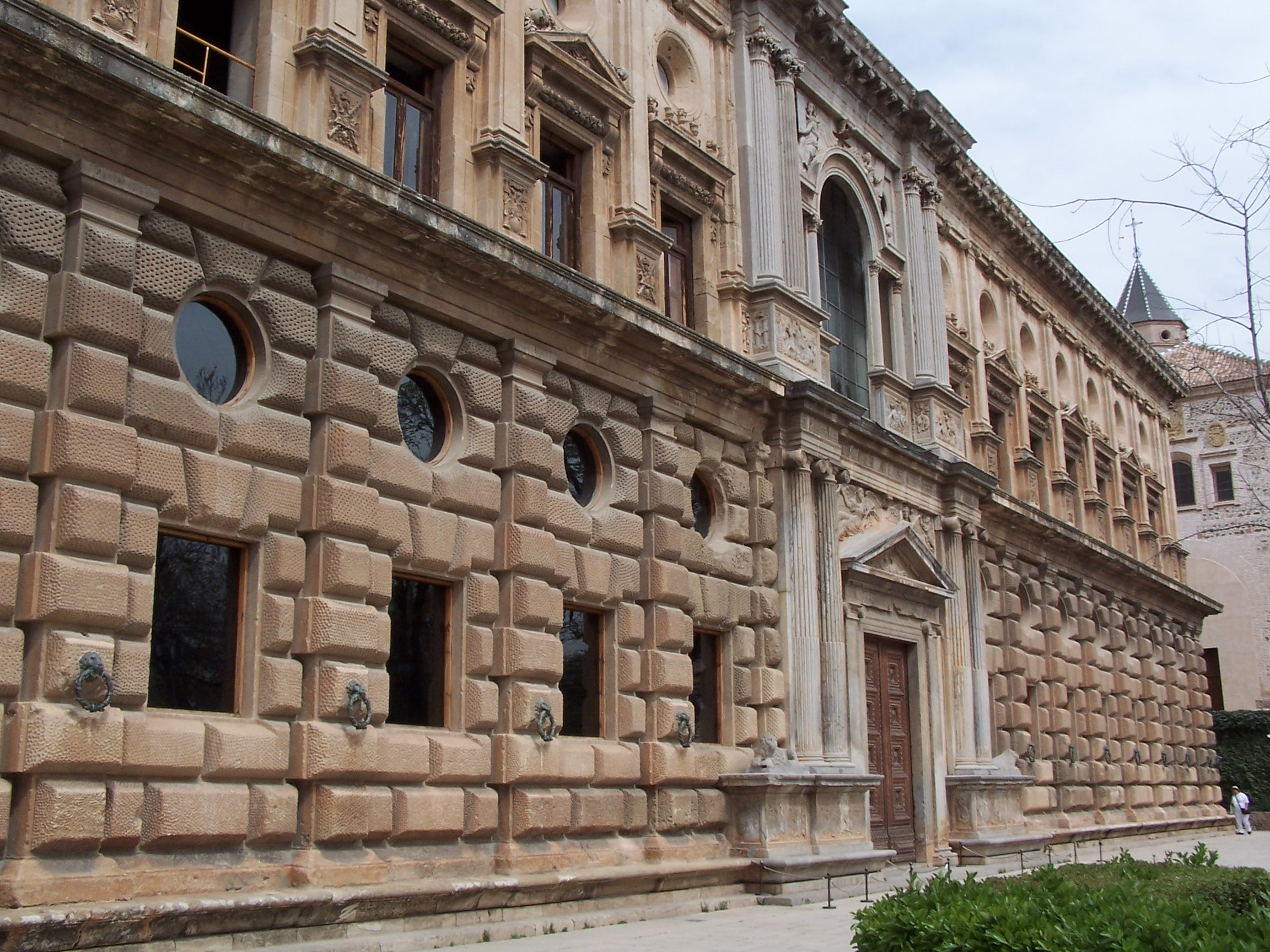
Esterno del Palazzo di Carlo V, Granada

Insieme ad Alonso Berruguete, Diego de Siloé e Bartolomé Ordóñez, è uno degli artisti responsabili dell'introduzione delle novità del Rinascimento maturo in Spagna. È stato forse al seguito di Michelangelo Buonarroti e fortemente influenzato da Raffaello Sanzio, entrando anche in rapporto con Polidoro da Caravaggio e con Jacopo Torni detto l'Indaco, col quale ha collaborato anche in terra spagnola.

## Biografia
Iniziò la sua carriera come pittore e, fino al 1520, lavorò in Italia, dove studiò pittura e architettura. Con ogni probabilità ha collaborato alle Logge di Raffaello, da cui stilisticamente deriva la Madonna delle Grazie oggi al Prado ed ha assorbito le tensioni della maniera che si esprimono più chiaramente nella Deposizione (anch'essa al Prado) con l'imponenza delle figure, mutuate da Michelangelo, e un cromatismo più accentuato che rimanda a opere di Rosso Fiorentino. Dal punto di vista architettonico  sua fama è legata al Palazzo di Carlo V  a Granada (costruito dal 1526 e completato dal figlio Luis).Esso trae ispirazione dall'architettura rinascimentale e manierista italiana, ed in particolare dallo stile di Raffaello, Bramante e Giulio Romano, pur con alcuni caratteri riconducibili alla tradizione spagnola, come le cornici delle finestre decorate con ghirlande ornamentali. L'edificio testimonia come Machuca avesse compreso appieno le possibilità di sviluppo dell'architettura italiana del primo Cinquecento, ideando un suggestivo patio circolare chiuso da doppio ordine di colonne.

## Opere
- Madrid, Museo del Prado, Vergine col Bambino e le anime del Purgatorio, olio su tavola, 167 x 135 cm, 1517
- Madrid, Museo del Prado, Deposizione dalla croce, olio su tavola, 141 x 128 cm, 1520-1523